# Dumas (Arkansas)
Dumas – miasto w Stanach Zjednoczonych, w stanie Arkansas, w hrabstwie Crittenden.